# Tibere (foguete)
O Tibere, ou Tibère, foi um foguete de sondagem, desenvolvido pela França, no final da década de 60, com o objetivo
de estudar a reentrada de cargas úteis com finalidade bélica. Este modelo também pode ser considerado como um "irmão maior" do seu antecessor, o
Berenice.
Em 1965, o ONERA (Office National d'Études et de Recherches Aérospatiales), decidiu estender os estudos de reentrada de cargas úteis bélicas com um novo
programa chamado ELECTRE. Nesse programa estavam definidos quatro testes em voo usando o foguete Tibere. Apesar dos quatro voos planejados, apenas dois foram
efetivamente realizados, em fevereiro de 1971 e março de 1972, ambos obtendo sucesso.

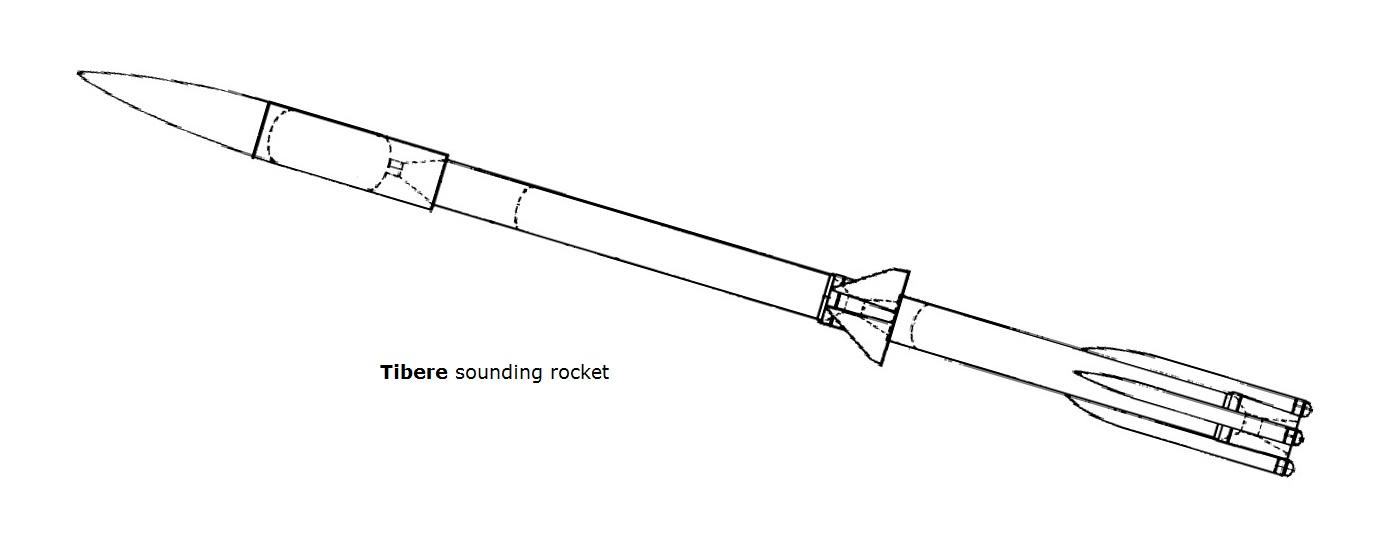
O foguete de sondagem Tibere.

O Tibere era um foguete de três estágios, medindo 14,5 m de altura, 56 cm de diâmetro, com massa total de 4.500 kg. O primeiro estágio era composto
(1 x SEPR 739 + 4 X SEPR 167), o segundo era um SEPR 739 simples, o terceiro um P.064 herdado do foguete Diamant A. Os primeiros dois
estágios, conduziam o terceiro estágio mais a carga útil a um apogeu de 150 km. Esse conjunto era redirecionado para baixo por um dispositivo de controle de atitude
chamado CASSIOPEE e então o motor P.064 acelerava a carga útil para baixo, a partir dos 130 até os 60 km de altitude, quando o experimento propriamente dito
era realizado, durante cerca de 10 segundos, até os 20 km de altitude, depois disso, restava apenas aguardar a destruição da carga útil no impacto.